# エリトリアの鉄道
エリトリアの鉄道（エリトリアのてつどう）では、エリトリアにおける鉄道について記す。

## 鉄道史
2003年にマッサワ～アスマラ間が再開した。

## 事業者
- エリトリア鉄道

## 隣接国との鉄道接続状況
- スーダン - 接続なし（カッサラまで接続する計画があった。） - 950mm（エリトリア）/1,067mm（スーダン）
- エチオピア - 接続なし
- ジブチ - 接続なし